# Taylor Wane

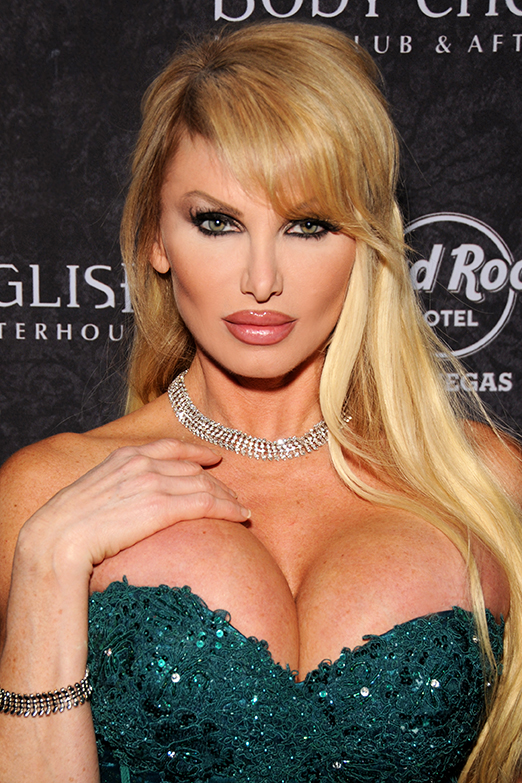
Taylor Wane (2014)

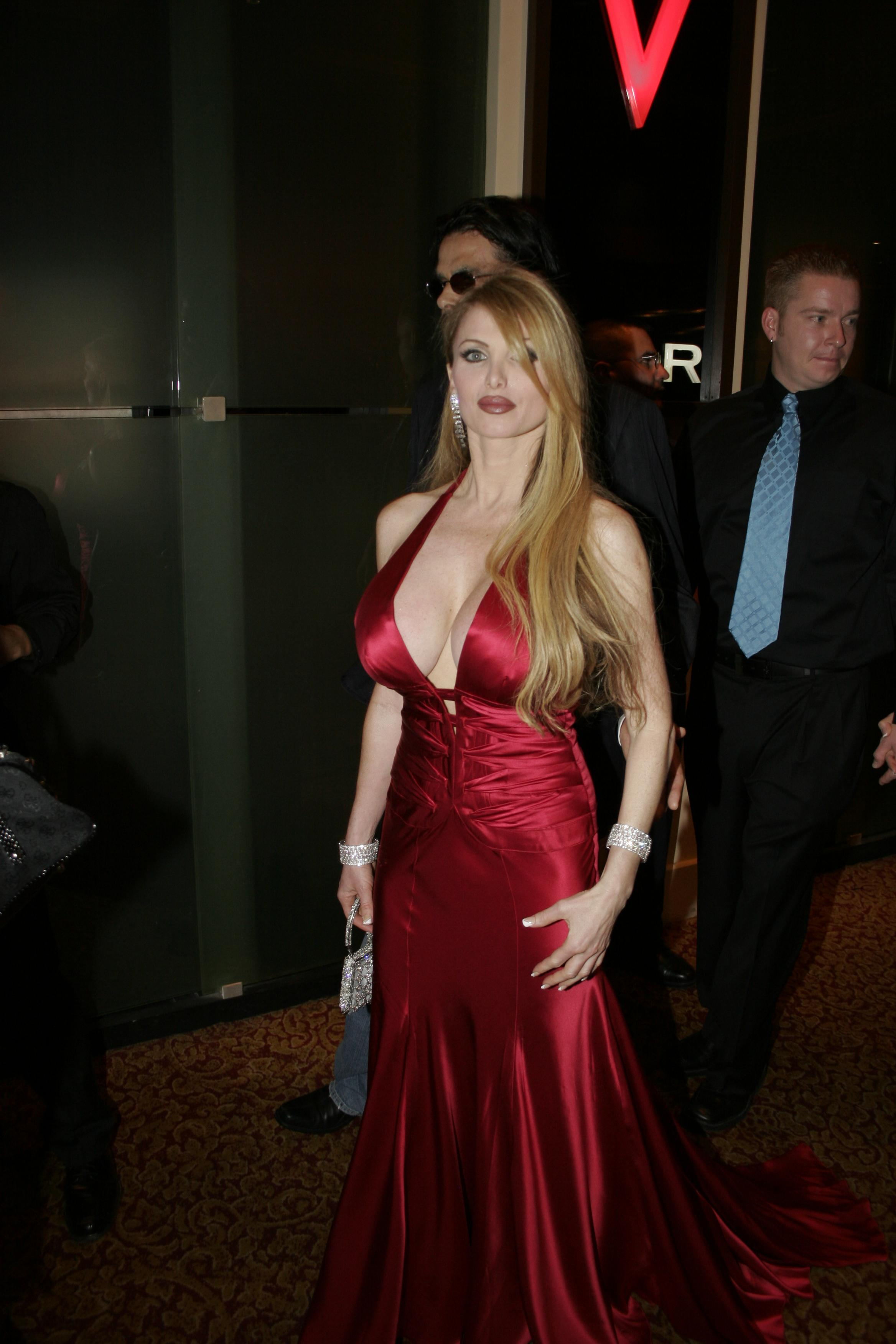
Wane bei den AVN Awards (2006)

Taylor Wane (* 27. August 1968 in Gateshead, England als Joanne DuTremble) ist eine britische Pornodarstellerin, Regisseurin und Model.

## Karriere
Im Alter von 18 gewann Wane einen Kalendergirl-Wettbewerb, zu dem sie von ihrer Mutter angemeldet wurde. Eigentlich wollte Taylor Lehrerin werden, doch aufgrund des gewonnenen Wettbewerbs beschloss sie, Model zu werden. Sie unterschrieb einen Vertrag bei einer Modelagentur und zog nach London. Bereits direkt zu Beginn ihrer Modelkarriere konnte sie auch für Topless-Aufnahmen gebucht werden. Kurze Zeit später siedelte sie nach Los Angeles über und arbeitete ein ganzes Jahr ausschließlich für Männermagazine, wie zum Beispiel Penthouse. Im Juni 1994 wurde sie zum Pet of the Month. 
Im Alter von 21 wechselte Wane schließlich ins Pornogeschäft. Die erste Regie bei einem Pornofilm übernahm sie 1992, der erste von insgesamt 30 Filmen.

## Filmografie (Auswahl)
- 1991: Sex Ghost Busters
- 1991: X Factor: The Next Generation
- 1993: The Blonde and the Beautiful
- 1996: Dirty Deeds
- 2001: More Than a Handful 10
- 2005: Interactive Sex with Secretary
- 2007: The Breastford Wives
- 2009: My Friend’s Hot Mom 19
- 2010: Dirty Rotten Mother Fuckers 4
- 2010: Lex the Impaler 5
- Mommy Got Boobs 9, 13, 14
- MILFs Like It Big  10

## Auszeichnungen

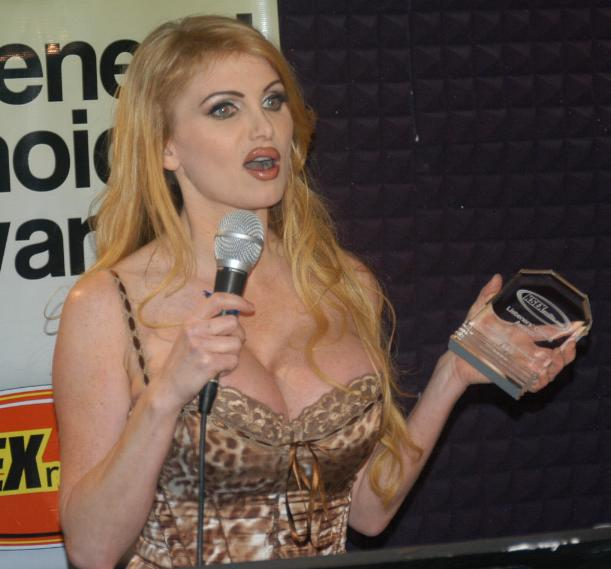
Wane mit ihrer Auszeichnung bei den KSEXradio Listener’s Choice Awards (2005)

- 1992: AVN Award für Best Couples Sex Scene – Film in X Factor: The Next Generation
- 1994: Penthouse Pet of the Month, Juni
- 2005: Aufnahme in die AVN Hall of Fame
- 2005: KSEXradio Listener’s Choice Award für Funniest Porn Jockey
- 2006: KSEXradio Listener’s Choice Award für Best Overall On-Air Personality
- 2014: Aufnahme in die XRCO Hall of Fame[2]